# باول هنتر (مخرج)
باول هنتر (بالإنجليزية: Paul Hunter)‏ هو مخرج أمريكي، ولد في القرن العشرين في لوس أنجلوس في الولايات المتحدة.

## وصلات خارجية
- بول هنتر على موقع IMDb (الإنجليزية)
- بول هنتر على موقع ألو سيني (الفرنسية)
- بول هنتر على موقع ميوزك برينز (الإنجليزية)
- بول هنتر على موقع أول موفي (الإنجليزية)
- بول هنتر على موقع قاعدة بيانات الأفلام السويدية (السويدية)
- بول هنتر على موقع قاعدة بيانات الفيلم (الإنجليزية)
- بول هنتر على موقع كينوبويسك (الروسية)